# شاندي فينيسي
شاندي رين فينيسي (بالإنجليزية: Shandi Finnessey)‏ (ولدت في 9 يونيو 1978، في فلوريسانت، ميزوري) ممثلة، عارضة أزياء، مضيفة تلفزيونية أمريكية وملكة جمال ميزوري اشتهرت بفوزها بلقب ملكة جمال الولايات المتحدة الأمريكية 2004 ،  احتلت المركز الثاني في مسابقة ملكة جمال الكون 2004. وهو أفضل ترتيب في العقد الأول من القرن الحادي والعشرين وكان أفضل ترتيب للولايات المتحدة بين فوز بروك ماهيلاني لي في مسابقة ملكة جمال الكون عام 1997 وفوز أوليفيا كولبو بمسابقة ملكة جمال الكون لعام 2012.

## حياتها المبكرة والتعليم
ولدت فينيسي لوالديها باتريك وليندا فينيسي، ونشأت في فلوريسانت، بولاية ميزوري. التحقت بمدرسة ماكلور نورث الثانوية العامة لمدة عامين، حيث تعرضت للكثير من السخرية بسبب مظهرها، وفقًا لمقابلة مع مجلة رعبرت فينيسي أنها "كانت تعاني من قصة شعر موليت، وارتداء النظارات الملونة، وحب الشباب، وتقويم الأسنان". كان من الصعب عليها التركيز على دراستها بسبب المضايقات، لذلك انتقلت في سنتها الجامعية الثانية إلى أكاديمية إنكارنيت وورد الخاصة للفتيات، حيث تخرجت عام 1996. حصلت على درجة البكالوريوس في العلوم في علم النفس من جامعة ليندنوود في ديسمبر 1999. بعد التخرج عملت لفترة وجيزة كمعلمة بديلة بدوام كامل في جاكسون، ميزوري، قبل بدء الدراسات العليا بدأت العمل على درجة الماجستير في الإرشاد، أيضًا في ليندنوود، لكنها أجّلت دراستها بعد تتويجها بلقب ملكة جمال الولايات المتحدة الأمريكية في عام 2004.

## روابط خارجية
- شاندي فينيسي على موقع IMDb (الإنجليزية)
- شاندي فينيسي على موقع ألو سيني (الفرنسية)
- شاندي فينيسي على موقع قاعدة بيانات الفيلم (الإنجليزية)
- شاندي فينيسي على موقع كينوبويسك (الروسية)